# 브이씨 (기업)
브이씨 (VC)는 대한민국의 골프거리측정기 기업이다. 본사는 서울특별시 강남구 테헤란로108길 23에 위치해 있으며 대표이사는 김준오이다.

## 상장
2022년 2월 24일에 주관사를 한국투자증권로 공모가 15,000원에 코스닥 시장에 상장하였다.

## 같이 보기
- 캐디
- 골프
- 컴퍼니케이파트너스

## 참고문헌
1. ↑  신영빈, ‘보이스캐디' 브이씨, 지난해 영업이익 12.7억...전년比 85% 감소, 지디넷코리아, 2023년 3월 15일
2. ↑  브이씨, 작년 해외 매출 22% 증가, 뉴스핌, 2023년 3월 15일